# Lovin' U
「Lovin' U」（ラヴィン・ユー）は、melody.の8枚目のシングル。

## 概要
- 前作から約9か月を経てのシングル。全曲タイアップがついているが、セールスは振るわなかった。
- 「Lovin' U」は、恋する女の子の気持を描いたミディアム・ダンスナンバー[1][2]。
- 「Our Journey」は、田中麗奈が主演した台湾映画の主題歌で、田中と一緒に歌詞を共作した全英語詞のバラード楽曲。
- 「FEEL THE RUSH」は、melody.の妹・クリスティーンが「KURIS」名義で初の提供曲。レースゲームのテーマソングで、melody.自身もゲームの中に登場。

## 収録曲
1. Lovin' U（4:33）
  - 作詞：melody.、H.U.B.／作曲：Chikara“Ricky”Hazama、Debbie Huang／編曲：村田昭
2. Our Journey（4:26）
  - 作詞：melody.、田中麗奈／作曲：KURIS／編曲：村田昭
3. FEEL THE RUSH（4:29）
  - 作詞：melody.、KURIS／作曲：KURIS／編曲：松田泰典（UNI／SINE6）
4. FEEL THE RUSH（Junkie XL remix for "Need for Speed Carbon"）（4:46）

## タイアップ
Lovin' U
- 花王「レイシャス」CMソング
- エイベックス・マーケティング「ミュゥモ」CMソング

Our Journey
- 角川ヘラルド配給映画『幻遊伝』主題歌

FEEL THE RUSH
- J sports ESPN「X-MUSIC SB FREAK」テーマソング
- エレクトロニック・アーツ社ゲーム「ニード・フォー・スピード カーボン」テーマソング

FEEL THE RUSH（Junkie XL remix for "Need for Speed Carbon"）
- エレクトロニック・アーツ社ゲーム「ニード・フォー・スピード カーボン」挿入歌